# 什克洛
49°57′1″N 23°31′33″E / 49.95028°N 23.52583°E
什克洛（羅馬化：Shklo）是烏克蘭的鎮，位於該國西部利沃夫州，處於什克洛河畔，始建於1360年，面積4.556平方公里，2022年人口5,951，人口密度每平方公里1,281.6人。